# 91 Aquarii b
91 Aquarii b, também conhecido como Psi1 Aquarii b, é um exoplaneta que orbita o sistema 91 Aquarii, a aproximadamente 148 anos-luz da Terra, na constelação de Aquarius. 91 Aquarii é um Júpiter quente, com uma massa perto de três vezes da de Júpiter. Orbita a uma distância média de 48.5 Gm da sua estrela, o que é mais perto que a distância entre Mercúrio e o Sol (57.9 Gm).
O planeta leva meio ano a orbitar a sua estrela, com uma órbita muito circular (e=0.003).